# 612 a.C.

## Eventos
- 42a olimpíada: Licotas da Lacônia, vencedor do estádio.[1]